# Les Trois-Pierres
Les Trois-Pierres is een gemeente in het Franse departement Seine-Maritime (regio Normandië) en telt 723 inwoners (1999). De plaats maakt deel uit van het arrondissement Le Havre.

## Geografie
De oppervlakte van Les Trois-Pierres bedraagt 7,5 km², de bevolkingsdichtheid is 96,4 inwoners per km².
De plaats ligt juist ten zuiden van de D6015 ofwel de Route Nationale.
De onderstaande kaart toont de ligging van Les Trois-Pierres met de belangrijkste infrastructuur en aangrenzende gemeenten.

## Demografie
Onderstaande figuur toont het verloop van het inwonertal (bron: INSEE-tellingen).